# Simon MacCorkindale
Simon Charles Pendered MacCorkindale (Ely, 12 de fevereiro de 1952 — Marylebone, 14 de outubro de 2010) foi um ator, diretor, produtor e roteiristas britânico.

## Biografia
MacCorkindale começou a carreira no teatro e a fama aconteceu nos filmes: Death On The Nile de 1978 (adaptação do livro de Agatha Christie) com o papel do assassino Simon Doyle e em Tubarão III, filme de 1983, interpretando o papel de Philip FitzRoyce. No Brasil ficou conhecido principalmente por sua atuação como o protagonista Jonathan Chase, da série Manimal. Também trabalhou na TV, como na série Falcon Crest entre 1984 e 1986 e sua última participação foi na série New Tricks, da BBC.
Faleceu na quinta feira, dia 14 de outubro de 2010, aos 58 anos de idade, em decorrência de um câncer. Foi casado com Fiona Fullerton e deixou viúva a atriz Susan George.